# 楊度汪
杨度汪，字勖斋，无锡人。清朝政治人物。
拔贡出身。乾隆元年（1736年），召试丙辰博学鸿词科二甲，授翰林院庶吉士，改德兴知县。著有《云逗楼集》。